# Gobiraptor minutus
Gobiraptor minutus es la única especie conocida del género extinto de dinosaurio terópodo ovirraptórido, que vivió a finales del período Cretácico, hace aproximadamente 70 millones de años, en el Maastrichtiense, en lo que hoy es Asia.

## Descripción
Los autores de la descripción indicaron una serie de rasgos distintivos. Algunos de estos son autapomorfías, caracteres derivados únicos. El cuadrado tiene una faceta plana que se pone en contacto con el cuadratoyugal. La sínfisis de las mandíbulas inferiores, en las que están fusionadas en la parte delantera, es extremadamente gruesa en la parte delantera superior, mientras que la superficie superior se expande hacia atrás. Cada dentario tiene en el lado interno superior un estante triturador rudimentario perforado por cuatro orificios oclusales ovalados pequeños. El mismo estante tiene una cresta débilmente desarrollada a lo largo de su borde interior. El hueso coronoide se encaja en la parte inferior del proceso posterior superior del dentario.
Además, una combinación única está presente de rasgos que en sí mismos no son únicos. La parte del dentario en frente de la abertura lateral exterior grande es alargada horizontalmente. El dentario carece de una rama inferior en la parte delantera, lo que contribuye a la sínfisis. Un hueso coronoide separado está presente. En el fémur, el trocánter menor está separado del trocánter mayor por una hendidura clara.

### Cráneo
En el cráneo está el premaxilar alargado con un hocico recto, la parte inferior es hueca. Juntos, los premaxilares tienen una forma de U desde abajo. A diferencia de la mandíbula inferior, no hay rastro de una fila de dientes rudimentarios en el premaxilar, lo mismo se aplica al maxilar superior. Este elemento es corto. No endereza el filo del premaxilar hacia atrás, sino que se curva hacia arriba. En la parte superior de la mandíbula se puede ver una fenestra maxilar en la parte frontal y ambos maxilares están más perforados por diferentes formas de diferentes posiciones, formas, números y tamaños. Estas son probablemente neumatizaciones irregulares, ya que se encuentran más a menudo en los oviraptosaurianos. El cuadrado toca la parte posterior del cráneo y el quadratojugale no es una protuberancia o un hueco sino con una superficie plana. En boca se conserva casi por completo pero no muestra detalles. En la pterigoideo izquierdo hay dos lesiones visibles que se han interpretado como huellas dentales. El hueso no se cura allí, por lo que parece que se han aplicado durante su muerte o por carroñeros.

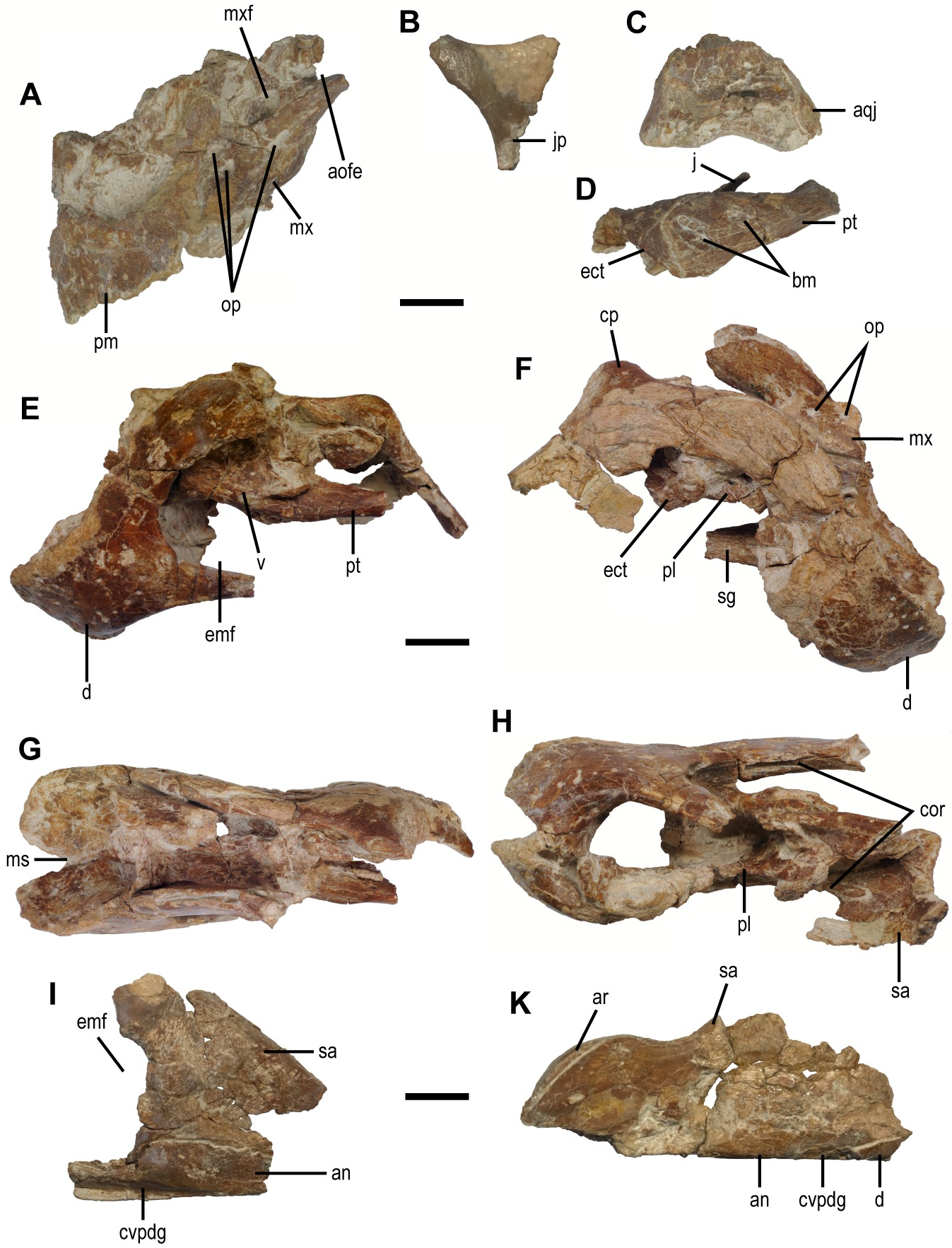
Elementos craneales.

Las mandíbulas inferiores son bastante completas pero están rotas. Muestran características oviraptosaurianas, como una gran ventana lateral exterior y una protuberancia coronoide clara en el ángulo. El dentario frontal está doblado en la parte frontal en un ángulo de 32°. El punto frontal se dobla ligeramente hacia arriba. La sínfisis de ambas dentarias es única debido a un engrosamiento extremo del frente. En este caso, la superficie superior sobresale ligeramente hacia atrás, perforada por muchos hoyos pequeños. Desde la sínfisis en el interior de cada dentario, una plataforma de pata corre hacia atrás, delimitada por una cresta baja. Tales crestas son conocidas en Caenagnathidae pero son más altas. Las crestas no se ejecutan juntas en la parte delantera. Cada plataforma de la pata está perforada por cuatro agujeros ovalados bastante grandes, con el eje largo orientado en la dirección longitudinal, tal vez un remanente rudimentario de invernaderos dentales. El borde superior posterior de la sínfisis forma una forma de U junto con las ramas de la mandíbula. Bajo este borde, la parte posterior cóncava, formando un ángulo recto con la parte superior, se curva hacia atrás hasta el centro de los bordes inferiores de ambos dentarios. El interior del dentario se ha erosionado sustancialmente en este punto, justo antes del punto más importante del hueso esplenial, que cubre la parte trasera interior del dentario. También hay un hueco profundo en la parte inferior de la plataforma de la rama en la parte posterior. La ventana lateral es grande y semicircular, con un borde frontal que se curva gradualmente. El dentario no se dobla hacia abajo en la dirección del borde frontal de la ventana, haciéndose mucho más delgado transversalmente, por lo que el espesamiento especial de la parte delantera no continúa. La rama superior ondulada del dentario, sobre la ventana, se divide en dos ramas laterales adyacentes para el contacto con el surangulare. Los descriptores identificaron un coronoide astillado separado, también conocido por Citipati osmolskae que sobresale en la parte inferior de la rama superior. En Citipati esto toca el interior de la rama. El coronoide se encuentra más atrás en el interior del surangular, en una cantera especial. La rama posterior inferior del dentario es delgada y alargada, probablemente detrás del borde posterior de la ventana, así como con Rinchenia. El esplenial se extiende desde la sínfisis al frente del prearticular.
El surangular tiene una poderosa protuberancia coronoidea. Detrás tiene una costura con el articulado, el exterior no se superpone completamente, a diferencia de Citipati. La articulación de la mandíbula está formada enteramente por el articulado. Es alargado, permitiendo un movimiento hacia delante de la mandíbula inferior.

### Postcráneo
La última vértebra sacra tiene grandes pleurocoelos en los lados y un largo surco longitudinal en la parte inferior. Las costillas sacras son robustas, una vez y media más largas que el cuerpo vertebral. La primera vértebra de la cola también tiene pleurocoelos. Las proyecciones de la articulación anterior sobresalen hasta la mitad de la longitud de la vértebra sacra, que debe haber limitado la movilidad de la base de la cola. Esto continúa con la segunda y tercera vértebras. La proyección lateral es bastante larga con un surco triangular debajo, como con Nankangia. La parte posterior de la parte inferior tiene crestas longitudinales pareadas. La segunda vértebra de la cola es anfiplatica. Aquí la protuberancia lateral es perpendicular y horizontal. Solo se retienen las proyecciones de la articulación anterior de la tercera vértebra y rodean el centro de la segunda vértebra. Las vértebras de la cola no son muy largas, lo que permanece así en la serie más distante de 7 vértebras. Estas puede ser de la tercera a la novena, pero su posición exacta es incierta. Hacia caudal los pleurocoelos se vuelven más pequeños y menos profundos. Las raíces espinosas son bastante cortas y se colocan verticalmente y hacia atrás.
La pelvis es bastante completa. Los huesos iliacos son largos. Sus hojas delanteras tienen un fondo redondo que se proyecta debajo de la parte superior de la articulación de la cadera. El apéndice para el hueso púbico es más ancho en vista lateral que el apéndice para el fénur, a diferencia de Rinchenia y Ajancingenia. En el muslo, el trocánter menor tiene forma de dedo. Falta un cuarto trocánter. El pie medio no es arctometatarsal. El tercer metatarsiano, por lo tanto, no se pellizca en la parte superior. Los huesos metatarsianos terminan en la parte inferior en articulaciones de bisagra. El primer metatarsiano está muy reducido pero tiene un dedo del pie. El quinto metatarsiano es una astilla ósea. En la parte superior toca el cuarto tarsal. Las garras del pie son ligeramente curvas. Poco se sabe sobre la cintura escapular, excepto que el omóplato no está fusionado con la cavidad glenoidea, un signo de una edad temprana.

## Descubrimiento e investigación
El tipo y la única especie es Gobiraptor minutus, conocido a partir de un solo espécimen incompleto, el holotipo MPC-D 102/111. Se ha encontrado que no está estrechamente relacionado con los otros ovirraptóridos con los que comparte su entorno. En 2008, la Expedición Internacional de Dinosaurios Corea-Mongolia descubrió un esqueleto oviraptorosauriano en el sitio de Altan Uul III en la provincia de Ömnögovi, en el desierto de Gobi, Mongolia . El fósil fue preparado por Do Kwon Kim.

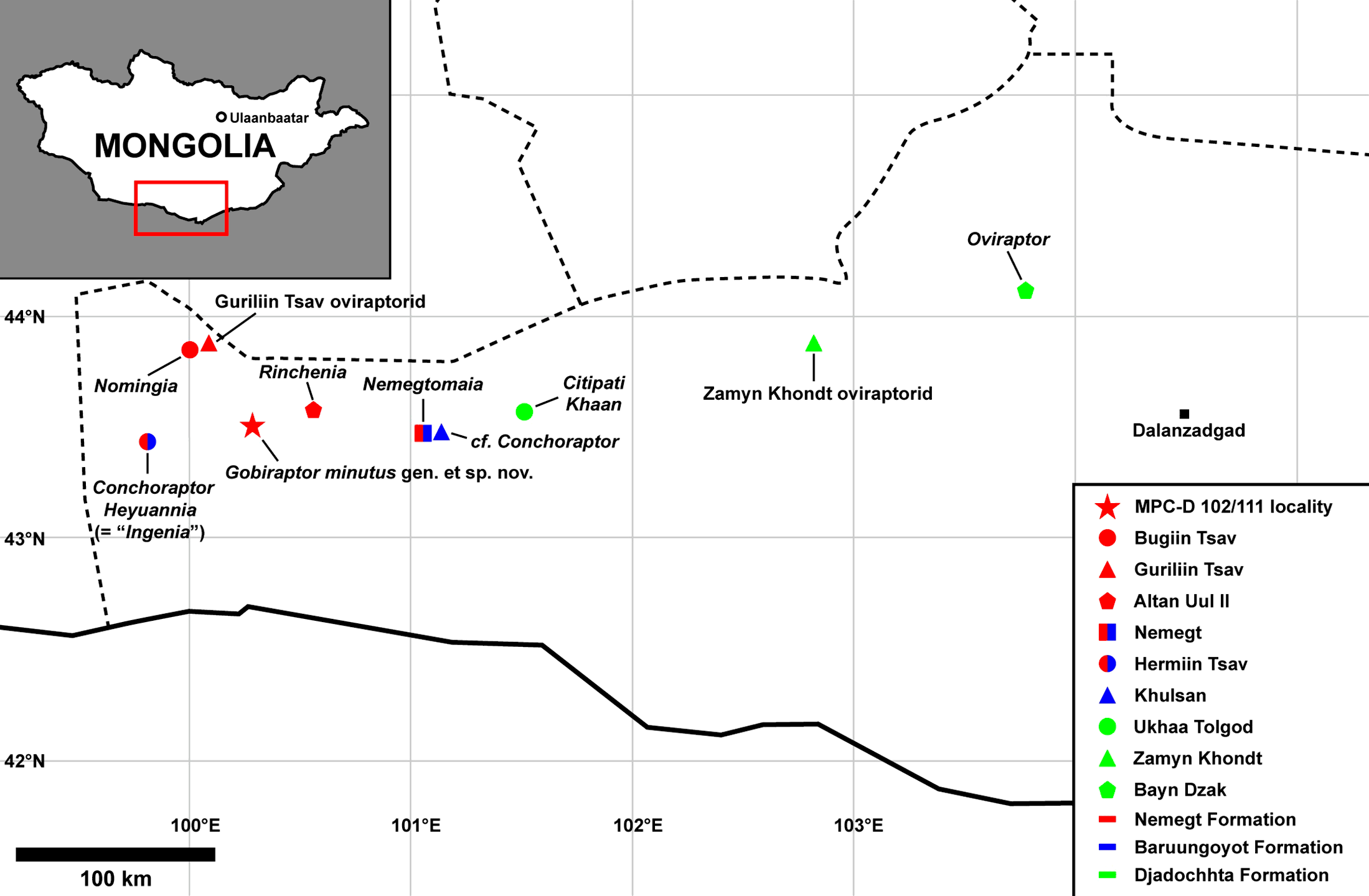
La ubicación de Gobiraptor (★ roja) y otros oviraptosaurianos en el sur de Gobi.

En 2019, la especie tipo Gobiraptor minutus fue nombrada y descrita por Sungjin Lee, Yuong-Nam Lee, Anusuya Chinsamy, Lü Junchang , Rinchen Barsbold y Khishigjav Tsogtbaatar. El nombre genérico combina una referencia al Gobi con el vocablo latino, raptor , «ladrón». El nombre específico significa «el diminuto» en latín, una referencia al tamaño pequeño de la muestra tipo. Debido a que el nombre se publicó en una publicación electrónica , se necesitaron Life Science Identifiers para su validez. Estos fueron 16FF31F-8492-4BB4-9961-53E586A136EC para el género y 53F0E7D7-EB76-4B8F-8801-AED4FE792E8C para la especie.
El holotipo, MPC-D 102/111, se encontró en una capa de la Formación Nemegt, que probablemente data del Maastrichtiano temprano, de unos 70 millones de años. Se compone de un esqueleto parcial con cráneo. Contiene el lado inferior del cráneo, un postorbital izquierdo, las mandíbulas inferiores, la última vértebra sacra conectada a las dos vértebras de la cola delantera, una serie de siete vértebras de la cola delantera o media, cheurones, la articulación del hombro derecho con una pieza del húmero, la pelvis, ambos fémures y el pie izquierdo. Representa a un individuo juvenil

## Clasificación

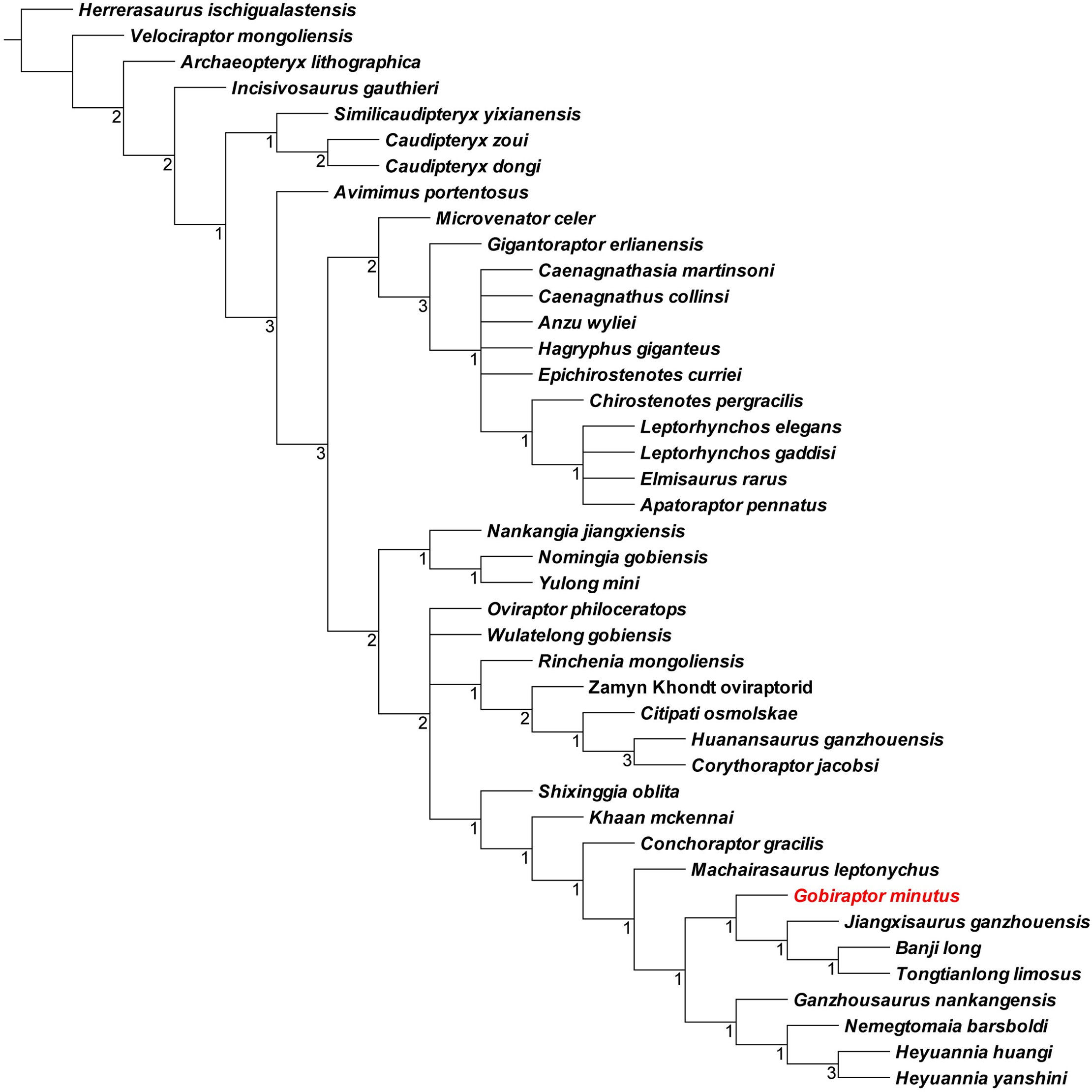
Cladograma del estudio.

Gobiraptor se colocó dentro de Oviraptoridae en Oviraptorosauria. Este fue el resultado de un proyecto de análisis exacto. El resultado es algo sospechoso porque el engrosamiento distintivo de las mandíbulas inferiores delanteras no se produce en Oviraptoridae, sino en el otro grupo principal oviraptorosauriano el Caenagnathidae. Por lo tanto, podría ser que Gobiraptor sea una cenagnatido joven que cae en Oviraptoridae debido a su baja maduración en un análisis. El análisis dio Gobiraptor como la especie hermana de un clado constituidas por Gobiraptor se colocó dentro de Oviraptorosauria en Oviraptoridae. Este fue el resultado de un análisis  cladístico exacto. El resultado es algo sospechoso porque el engrosamiento distintivo de las mandíbulas anteriores no se presenta más en Oviraptoridae, pero sí en el otro grupo principal de oviraptosáurido, los  Caenagnathidae. Por lo tanto, podría ser que  Gobiraptor  sea una cenagnatido joven que sin embargo, debido a su baja maduración cae en Oviraptoridae durante el análisis. El análisis dio  Gobiraptor  como una especie hermana de clado formado por Jiangxisaurus ganzhouensis, Banji long y  Tongtianlong limosus.

## Paleobiología
Gobiraptor vivía en un mesohábitat, uno que estaba medio seco. Como su pie no era arctometatarsiano y el animal no era una forma especializada en la carrera, los autores que lo describieron consideraron poco probable que Gobiraptor fuera un carnívoro. Cada dentario tenía una placa de molienda en la parte superior con pequeños orificios en la superficie. Las mandíbulas inferiores gruesas delanteras estaban especializadas para triturar alimentos como bivalvos, durófago y semillas, granívoro.